# Краснодарский музыкальный колледж им. Н. А. Римского-Корсакова
Краснодарский музыкальный колледж им. Н. А. Римского-Корсакова — государственное среднее специальное образовательное учреждение в Краснодаре, одно из старейших музыкальных училищ юга России.

## История
Колледж основан в 1906 году как музыкальные классы при Екатеринодарском отделении Императорского Русского музыкального общества. В советское время преобразован в музыкальное училище. В 1966 году ему было присвоено имя Н. А. Римского-Корсакова.

## Образовательная деятельность
Колледж готовит специалистов по направлениям:
- Инструментальное исполнительство (фортепиано, струнные, духовые, ударные)
- Вокальное искусство
- Хоровое дирижирование
- Сольное и хоровое народное пение
- Теория музыки

## Достижения
Учебное заведение является организатором Всероссийского конкурса молодых исполнителей на духовых и ударных инструментах им. Ю. А. Большиянова. Многие выпускники становятся лауреатами международных конкурсов и преподают в музыкальных школах и вузах. Колледж продолжает активно развиваться, участвуя в культурной жизни региона и готовя новых талантливых музыкантов.

### Известные выпускники
- Илья Филиппов — пианист, руководитель Краснодарского биг-бэнда Георгия Гараняна, заслуженный артист Кубани.

## Известные преподаватели
- Владимир Валентинович Рычик — заслуженный работник культуры РФ, преподаватель ударных инструментов с 52-летним стажем, подготовил более 100 профессиональных музыкантов.